# Пелагалло, Карло Андреа
Карло Андреа Пелагалло (итал. Carlo Andrea Pelagallo; 30 марта 1747, Рим, Папская область — 6 сентября 1822, Озимо, Папская область) — итальянский куриальный кардинал, доктор обоих прав. Епископ Озимо и Чинголи с 18 декабря 1815 по 6 сентября 1822. Кардинал-дьякон с 8 марта 1816, с титулом церкви Санти-Нерео-эд-Акиллео с 29 апреля 1816 по 6 сентября 1822.